# Норкюн (нос)
Нос Норкюн (на норвежки: Kinnarodden, наричан и Nordkinn), срещан още като Норкин, е нос на Норкюнския полуостров, Норвегия с координати 71°08′02″ с. ш. 27°39′00″ и. д. / 71.133889° с. ш. 27.65° и. д.. Носът е известен с това, че е най-северната точка на континента Европа. Полуостровът се намира в провинция Финмарк, между фиорд Лаксе на запад и Тана на изток. Най-високата точка е 486 m. Полуостровът се свързва с останалата част на Норвегия посредством провлак, дълъг приблизително 1 km.
Най-северната точка на полуострова се нарича Кинароден и е разположен на 71° 08’ 01’’ северна ширина. За да се достигне дотам, се налага да се изминат 24 km пеш. При неблагоприятни метеорологични условия това не е никак безопасно. За отдалечеността и усамотението на този полуостров може да се съди по факта, че останки от самолети Junkers Ju 88 от Втората световна война, участвали в битка за бойния кораб Шарнхорст, препречват пътя към най-северната точка чак до есента на 2001 г. Освен това полуостровът се появява на норвежката карта на пътната мрежа едва през август 1989 г.
На полуостров Норкюн днес има няколко по-големи селище (най-населеното е с 1300 жители).

## Климат и флора
Най-топлият месец в годината е август със средна температура от 9,6 °C. Вятърът е често силен, най-вече през зимата. През 21 от всичките 31 дни на януари се наблюдава вятър със сила, известна в Норвегия като „liten kuling“ (тоест сила 5/6), или дори повече. През 1989 г. е отворен първият път през провлака на полуострова, където условията са доста негостоприемни. Само седем години след това се налага той да бъде затворен за 238 дни.
От пръв поглед изглежда, че флората на Норкюн е съвсем оскъдна и еднообразна. Въпреки това на територията на полуострова са регистрирани 350 растителни видове. Растителността тук отговаря до голяма степен на тази, която може да се открие по южно норвежките планини с височина от 1000 до 1500 m.

## История
Първите хора се заселват тук преди 9 хил. години. Въпреки това никое от сегашните селища не е по-старо от 400 години. Земеделието и риболовът не са преставали да бъдат препитанието на тукашното население. От изключително значение е доброто пристанище и краткото разстояние до рибните пасажи. Търговията с руснаците продължава до Първата световна война и представлява замяна на риба срещу брашно и други жизненоважни хранителни продукти.
Около 1900 г. китоловецът Свен Фойн създава своя станция за лов на китове на полуострова. Тогава тя е най-голямата фабрика във фюлке Финмарк, но не просъществува дълго. През 1903 г. рибарите отбелязват необикновено нисък добив и обвиняват китоловеца за това. На 2 юни разгневените рибари атакуват фабриката и я унищожават. Налага се в битката да вземат участие и войници, за да запазят реда и справедливостта в областта. Фабриката не бива реконструирана, а ловът на китове намалява драстично.